# Горнеллсвілл (Нью-Йорк)
Горнеллсвілл (англ. Hornellsville) — місто (англ. town) в США, в окрузі Стубен штату Нью-Йорк. Населення — 4034 особи (2020).

## Демографія
Згідно з переписом 2010 року, у місті мешкала 4151 особа в 1783 домогосподарствах у складі 1086 родин. Було 1991 помешкання
Расовий склад населення:
| - 97,9 % — білих - 0,7 % — азіатів - 0,2 % — чорних або афроамериканців - 0,1 % — корінних американців |

До двох чи більше рас належало 1,0 %. Частка іспаномовних становила 0,7 % від усіх жителів.
За віковим діапазоном населення розподілялося таким чином: 20,6 % — особи молодші 18 років, 55,0 % — особи у віці 18—64 років, 24,4 % — особи у віці 65 років та старші. Медіана віку мешканця становила 48,1 року. На 100 осіб жіночої статі у місті припадало 89,7 чоловіків;  на 100 жінок у віці від 18 років та старших — 85,7 чоловіків також старших 18 років.
Середній дохід на одне домашнє господарство  становив 59 458 доларів США (медіана — 46 506), а середній дохід на одну сім'ю — 68 273 долари (медіана — 59 509). Медіана доходів становила 44 167 доларів для чоловіків та 45 346 доларів для жінок. За межею бідності перебувало 14,5 % осіб, у тому числі 26,0 % дітей у віці до 18 років та 3,7 % осіб у віці 65 років та старших.
Цивільне працевлаштоване населення становило 1734 особи. Основні галузі зайнятості: освіта, охорона здоров'я та соціальна допомога — 32,1 %, роздрібна торгівля — 9,9 %, виробництво — 8,7 %.